# José Ramón Muñoz Fernández
José Ramón Muñoz Fernández (Logroño, 25 de agosto de 1939 - Zaragoza, 27 de marzo de 1990) fue médico internista. Fue asesinado por el GRAPO tras alimentar a la fuerza a dos miembros del GRAPO ingresados en el Hospital Miguel Servet que estaban en huelga de hambre.

## Reseña biográfica

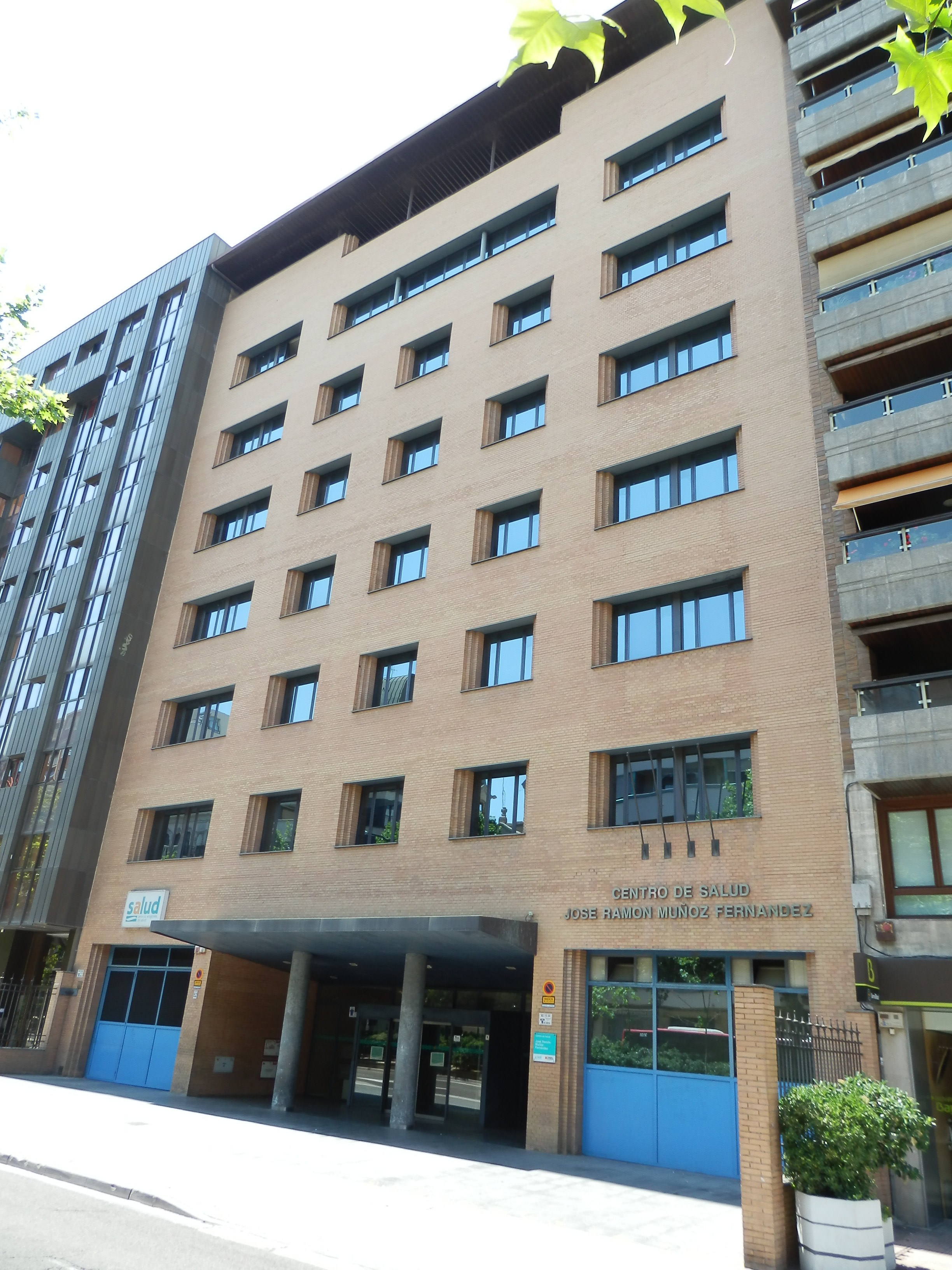
Centro de Salud José Ramón Muñoz Fernández en el paseo de Sagasta de Zaragoza.

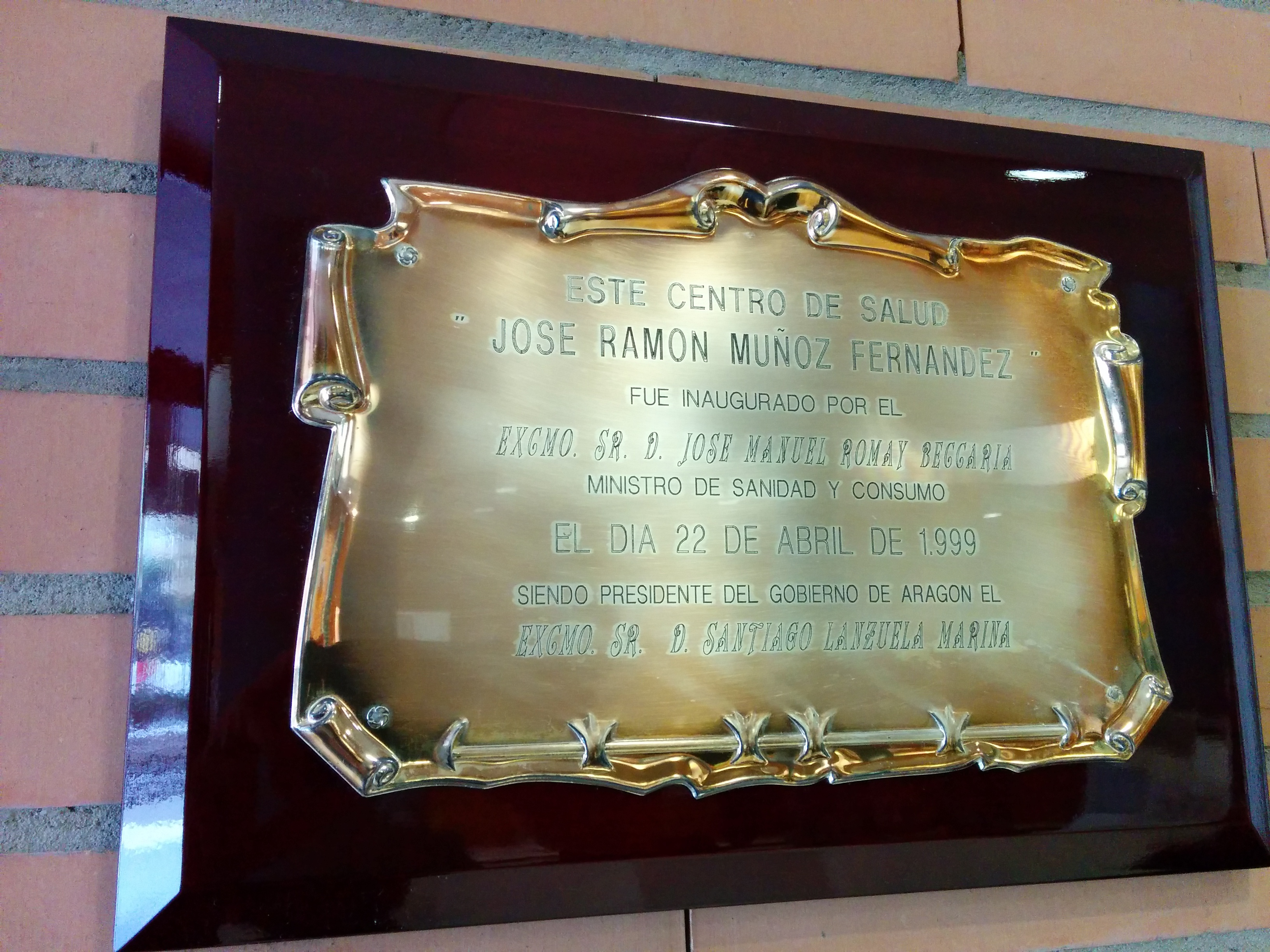
Placa de inauguración del Centro de Salud José Ramón Muñoz Fernández

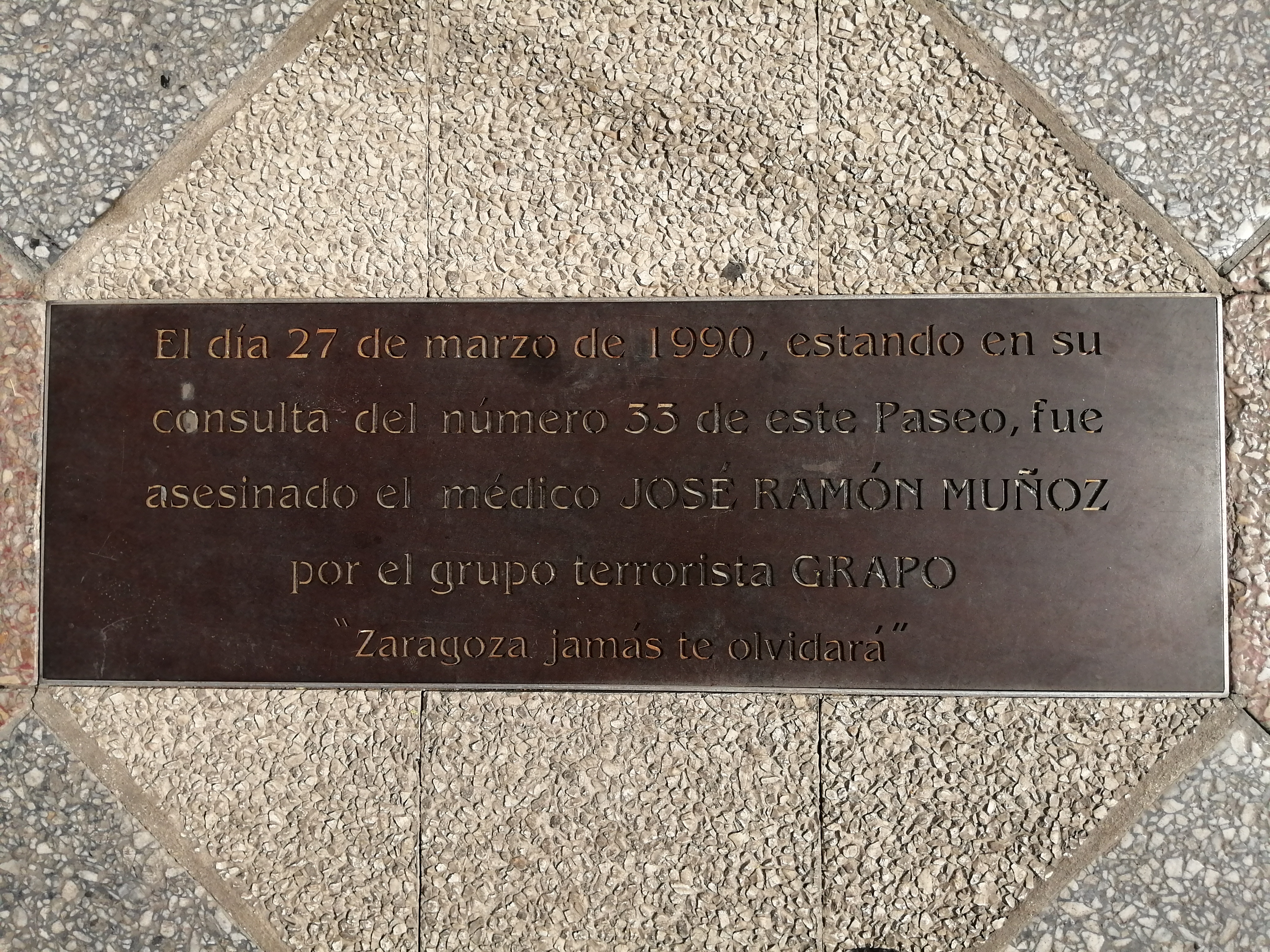
Placa de José Ramón Muñoz junto a la consulta donde fue asesinado. Zaragoza.

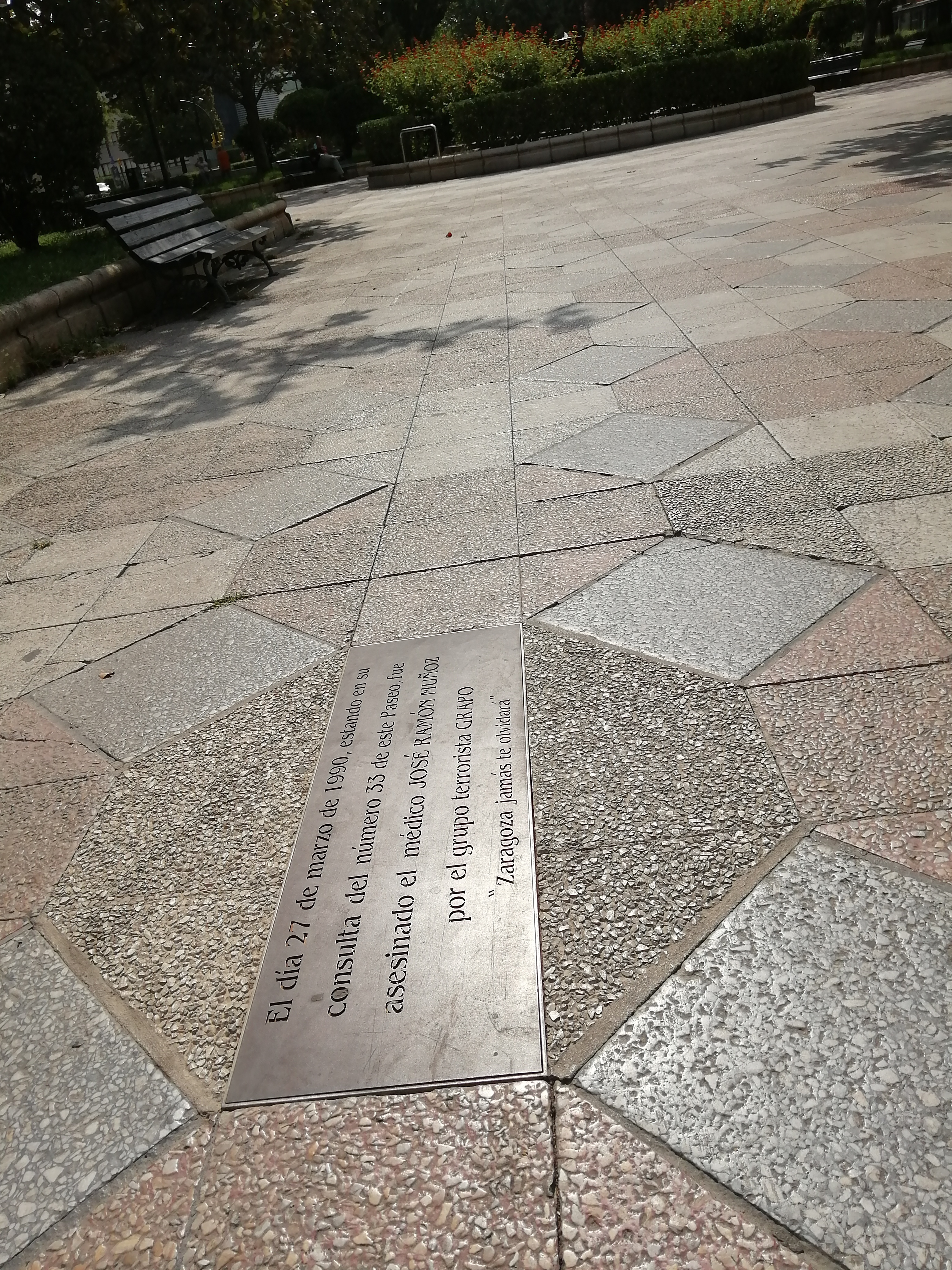
Placa de José Ramón Muñoz. Zaragoza.

### Carrera
Nació el 25 de agosto de 1939 en Logroño.
Estudió medicina en la Universidad de Zaragoza y se licenció en 1963. Comenzó a trabajar dentro de la cátedra de Patología General como adjunto a la cátedra. Más adelante tuvo que abandonar la docencia por la Ley de Incompatibilidades.
Desde 1968 trabajaba en el Hospital Miguel Servet de Zaragoza, primero como jefe de la sección de Patología General y desde 1974 como jefe del departamento de Medicina Interna.

### Tratamiento a los huelguistas
El 30 de noviembre de 1989, sesenta de los ochenta y dos miembros de los Grupos de Resistencia Antifascista Primero de Octubre (GRAPO) presos en cárceles españolas se declararon en huelga de hambre. Protestaban por la política de dispersión auspiciada por el ministro de Justicia Enrique Múgica y el director de Prisiones, Antoni Asunción, y aseguraban estar dispuestos a llegar hasta las últimas consecuencias. El 25 de mayo de 1990, uno de estos presos, José Manuel Sevillano, murió al cabo de 175 días de ayuno en el Hospital Gregorio Marañón de Madrid.
Olegario Sánchez Corrales y Francisco Cela Seoane eran dos reclusos de la prisión zaragozana de Daroca. Fueron trasladados al Hospital Miguel Servet el 11 y el 26 de enero de 1990, respectivamente. Sánchez Corrales con 42 días de huelga de hambre; Cela Seoane, con 57.
Una vez hospitalizados, Sánchez Corrales y Cela Seoane continuaron negándose a comer mientras su salud seguía deteriorándose. La decisión era apoyada por la dirección del GRAPO y por sus familias. Aunque Antoni Asunción había remitido cartas a los directores de las cárceles primero y a los jueces de vigilancia penitenciaria después solicitando que se alimentase a la fuerza a los huelguistas si los médicos lo consideraban oportuno, jueces de vigilancia penitenciaria en Madrid, Valladolid y Zaragoza dieron la razón a los presos. El fiscal general del Estado, Javier Moscoso, primo carnal del doctor Muñoz Fernández, pidió a todos los representantes del ministerio público que recurriesen en las audiencias provinciales las decisiones de jueces de vigilancia penitenciarias contrarias a la alimentación forzosa. Al final el Tribunal Constitucional se pronunció a favor de la alimentación forzosa.
Sánchez Corrales y Francisco Cela Seoane comenzaron a ser alimentados a la fuerza 74 días después de iniciar su huelga de hambre.
El 7 de marzo el ministro de Interior, José Luis Corcuera, citó en Madrid a los dos médicos. José Ramón Muñoz Fernández no pudo acudir y fue Casado solo. José Luis Casado relató:

Estaban Corcuera, Vera [secretario de Estado de Seguridad] y otros cargos del Ministerio. Me advirtieron de que extremáramos las precauciones, de que podíamos estar en situación de riesgo. Quizás ser víctimas de un secuestro. Aun así, no nos pusieron protección. Que cambiásemos los itinerarios, que no nos quedásemos mucho tiempo esperando en los semáforos... cosas genéricas. En tono irónico les dije que vale, pondría unos retrovisores más grandes en el coche.
José Luis Casado

El 13 de marzo de 1990 fueron dados de alta a petición propia, ya que días antes se habían retirado la sonda gastronasal por la que eran alimentados, y fueron conducidos a la prisión provincial de Torrero, de Zaragoza, donde continuaron ingresados.
José Ramón Muñoz Fernández y el adjunto a su departamento José Luis Casado protagonizaron una pugna legal durante un par de semanas para conseguir que la Justicia consintiera en alimentarles por la fuerza. Las órdenes del juez eran de no alimentar a los reclusos.
La huelga de hambre contra la política de dispersión finalmente duró 435 días, sin que los huelguistas consiguieran el objetivo de su reagrupación en una sola prisión.

### Asesinato
José Ramón Muñoz Fernández tenía una consulta privada en el número 33 del paseo de la Constitución de Zaragoza. Hacia las 18:30 del 27 de marzo de 1990 la pareja formada por Guillermo Vázquez Bautista y María Jesús Romero Vega pidió entrar a ver al doctor. Esperaron en la sala de espera 15 minutos hasta que salió un paciente que estaba siendo atendido.  Después María Jesús Romero Vega disparó 3 balas del calibre 9 milímetros Parabellum que alcanzaron a José Ramón Muñoz Fernández en el cuello, cabeza y hombro produciéndole la muerte en menos de 10 minutos. La enfermera que presenció el atentado sufrió un choque nervioso.
El mismo comando intentó en 3 ocasiones matar al doctor José Luis Casado, pero no lo consiguió porque durante el año y medio siguiente tuvo escolta.

## Premios y reconocimientos
- Centro de Salud José Ramón Muñoz Fernández El centro de salud del sector Centro situado en el paseo de Sagasta, 52 de Zaragoza, fue dedicado al Doctor José Ramón Muñoz Fernández en 1998. El 22 de abril de 1999 lo inauguró el ministro de Sanidad y Consumo José Manuel Romay Beccaría.